# Штейнберга, Анете
Анете Штейнберга (латыш. Anete Steinberga; род. 29 января 1990, Огре) — латвийская баскетболистка, тяжёлый форвард. Выступает за турецкий клуб «Галатасарай» и национальную сборную Латвии.

## Биография

### Статистика выступлений (средний показатель)
по состоянию на 14.02.2016 года
| Клуб                         | Сезон   | Чемпионат | Чемпионат | Чемпионат | Чемпионат | Кубок | Кубок | Кубок | Кубок | Еврокубки | Еврокубки | Еврокубки | Еврокубки |
| Клуб                         | Сезон   | Игр       | Очк       | Подб      | Перед     | Игр   | Очк   | Подб  | Перед | Игр       | Очк       | Подб      | Перед     |
| ---------------------------- | ------- | --------- | --------- | --------- | --------- | ----- | ----- | ----- | ----- | --------- | --------- | --------- | --------- |
| «Вологда-Чеваката» (Вологда) | 2015/16 | 18        | 13,7      | 8,3       | 0,9       |       |       |       |       | 6         | 15,5      | 10,7      | 2,2       |
| «ЗВВЗ УСК Прага» (Прага)     | 2016/17 |           |           |           |           |       |       |       |       | 2         | 12,5      | 3,5       | 1,0       |

## Достижения
- Чемпион Латвии: 2008